# Germenaud
Germenaud est une ancienne commune française du département des Pyrénées-Atlantiques. En 1833, la commune fusionne avec Lespielle et Lannegrasse pour former la nouvelle commune de Lespielle-Germenaud-Lannegrasse. Cette dernière prendra le nom de Lespielle le 25 août 1978.

## Géographie
Germenaud est un village du Vic-Bilh, situé au nord-est du département et de Pau.

## Toponymie
Le toponyme Germenaud apparaît sous les formes 
Germenau et Germanau (respectivement 1385 et XIVe siècle, censier de Béarn), 
Germenaut (1683, réformation de Béarn) et 
Germenand (1801, Bulletin des Lois).

## Histoire
Paul Raymond note qu'en 1385, Germenaud comptait dix feux et dépendait du bailliage de Lembeye. La baronnie de Germenaud, érigée au XVIIe siècle était également vassale de la vicomté de Béarn.

## Démographie
| 1793 | 1800 | 1806 | 1821 |
| ---- | ---- | ---- | ---- |
| 105  | 94   | -    | 108  |

## Culture locale et patrimoine

### Patrimoine religieux
Germenaud possédait une église (Saint-Barthélémy) qui fut détruite en 1899, lors de la réunion des trois paroisses de Lespielle, Germenaud et Lannegrasse.

## Pour approfondir